# Tamás Hausel

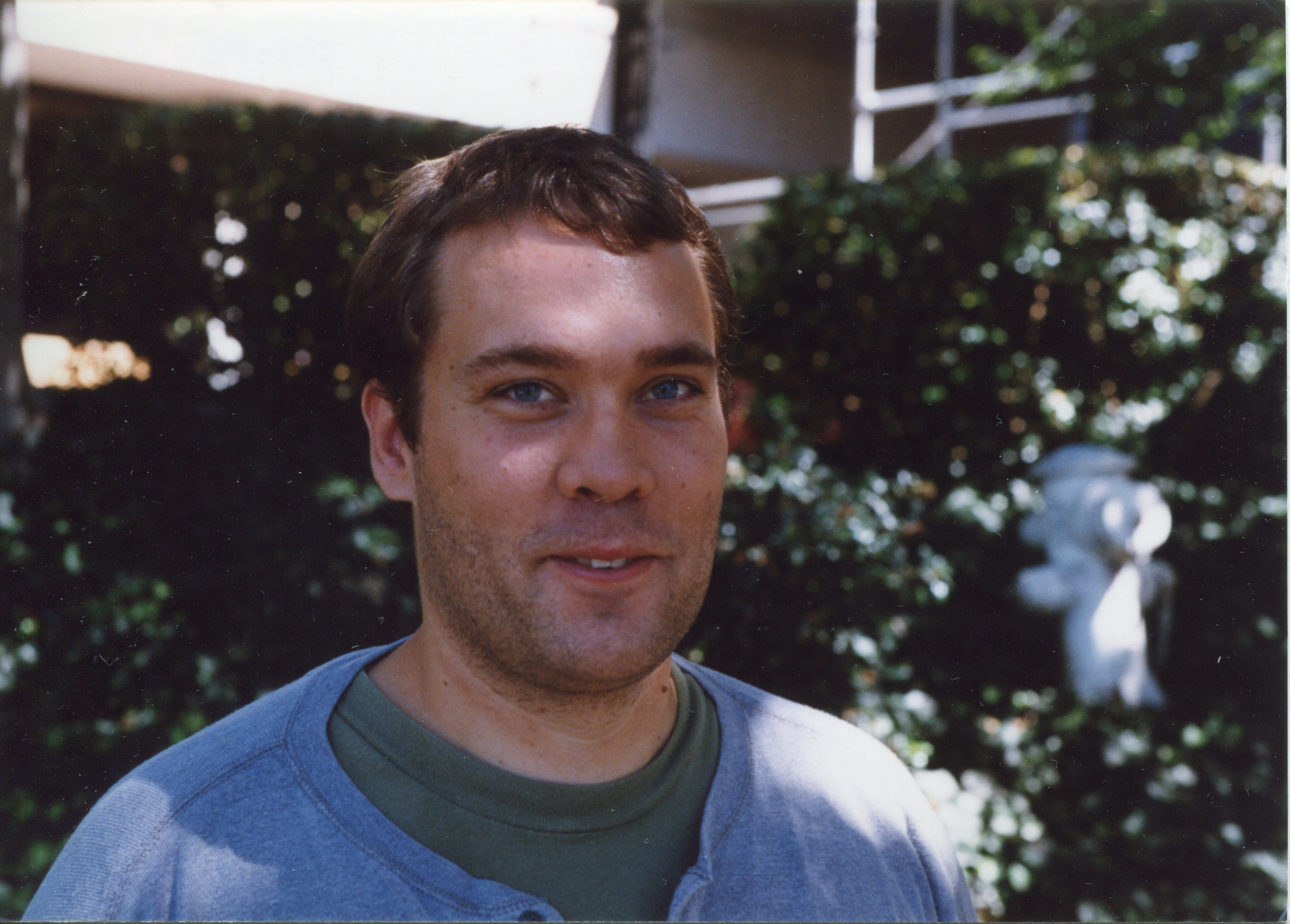
Tamás Hausel

Tamás Hausel (* 1972) ist ein ungarischer Mathematiker.
Hausel studierte ab 1990 an der Eötvös-Loránd-Universität in Budapest und schloss sein Studium 1995 mit einem Diplom ab. In dieser Zeit war er 1992 Gasthörer an der Universität Cambridge. Ab 1994 studierte er zusätzlich zu seinem Studium an der Eötvös-Loránd-Universität an der Universität Cambridge und erhielt an letzterer 1995 ein Certificate of Higher Mathematics. Hausel nahm nun sein Promotionsstudium am Trinity College in Cambridge auf und promovierte dort mit der Dissertation Geometry of the moduli space of Higgs bundles bei Nigel Hitchin. Als Post-Doktorand war er am Institute for Advanced Study in Princeton, New Jersey und 1999 bis 2002 als Miller Research Fellow an der University of California, Berkeley. Von 2002 bis 2010 lehrte er an der University of Texas at Austin, erst als Assistant Professor, dann ab 2006 als Associate Professor. Daneben war er von 2005 bis 2012 Royal Society University Research Fellow, sowie von 2007 bis 2012 Lecturer für Reine Mathematik, am Mathematical Institute der Universität Oxford. Ebenfalls von 2007 bis 2012 war er Tutorial Fellow am Wadham College der Universität Oxford. Von 2012 bis 2016 war er Professor für Geometrie an der École polytechnique fédérale de Lausanne. Seit 2016 ist er Professor am Institute of Science and Technology Austria.
Er befasst sich mit der globalen Analysis, Geometrie und Topologie von Hyperkähler-Mannigfaltigkeiten, nichtabelscher Hodge-Theorie, dem geometrischen Langlands-Programm, Yang-Mills-Instantonen und Darstellungstheorie von Köchern und Kac-Moody-Algebren.
2008 erhielt er den Whitehead-Preis. 2020 wurde er zum Mitglied der Academia Europaea gewählt.
Hausel ist verheiratet und Vater einer Tochter.

## Schriften
- mit Bernd Sturmfels: Toric hyperkaehler varieties, Documenta Mathematica, Band 7, 2002, S. 495–534
- mit M. Thaddeus: Relations in the cohomology ring of the moduli space of rank 2 Higgs bundles, Journal of the American Mathematical Society, Band 16, 2003, S. 303–329
- mit M. Thaddeus: Mirror symmetry, Langlands duality and Hitchin systems, Inventiones Mathematicae, Band 153, 2003, S. 197–229
- mit E. Hunsicker, R. Mazzeo: Hodge cohomology of gravitational instantons, Duke Mathematical Journal, Band 122, 2004, S. 485–548
- mit N. Proudfoot: Abelianization for hyperkähler quotients, Topology, Band 44, 2005, S. 231–248
- Betti numbers of holomorphic symplectic quotients, via arithmetic Fourier transform, Proc. Natl. Acad. Sci. USA, Band 103, Nr. 16, 2006, S. 6120–6124
- mit F. Rodriguez-Villegas: Mixed Hodge polynomials of character varieties, Inventiones Mathematicae, Band 174, 2008, S. 555–624
- Kac conjecture from Nakajima quiver varieties, Inventiones Mathematicae, Band 181, 2010, S. 21–37
- mit E. Letellier, F. Rodriguez-Villegas: Arithmetic harmonic analysis on character and quiver varieties, Duke Mathematical Journal, Band 160, 2011, S. 323–400
- mit Mark Andrea de Cataldo, Luca Migliorini: Topology of Hitchin systems and Hodge theory of character varieties: the case {\displaystyle A_{1}}, Annals of Mathematics, Band 175, 2012, S. 1329–1407
- mit C. Pauly: Prym varieties of spectral covers,  Geometry and Topology, Band 16, 2012, S. 1609–1638
- mit E. Letellier, F. Rodriguez-Villegas: Positivity for Kac polynomials and DT-invariants of quivers, Annals of Mathematics, Band 177, 2013, S. 1147–1168